# Лускоосник стоколосовий
Лускоосник стоколосовий, чий стоколосовидний (Achnatherum bromoides) — вид рослин із родини злакових (Poaceae), що зростає на півдні Європи, у північно-західній Африці, Західній Азії.

## Біоморфологічна характеристика
Багаторічна трав'яна рослина 50–100(120) см заввишки. Кореневище коротке й повзуче. Стебла прямовисні, одиничні або пучкові, тонкі, гладкі. Листки більш-менш рівномірно розташовані вздовж стебла. Листові пластини зелені чи сірувато-зелені, до 3 мм завширшки, 15–40 см завдовжки, зверху голі й шорсткі або ворсисті, в основному закручені але іноді плоскі у верхній третині. Язичок дуже короткий (до 0.5 мм), махровий або відсутній. Листові піхви мають зовнішній край голий, або волосистий. Волоть мало колоскова, дуже витягнута і вузька, часто переривчаста, 9–30 см завдовжки, поникає верхівкою. Колоски зеленуваті, 1-квіткові, 8–10 мм завдовжки. Колоскові луски ланцетні, нерівні, чітко 3-жилкові, 8.5–10 мм, білувато-зелені. Лема (нижня квіткова луска) вузьколанцетна, 6–8 мм, дорсальна поверхня вкрита притиснутими волосками, до основи більш густо волосиста, зверху гола; з остюком 12–20 мм завдовжки. Палея ≈ 4.5 мм. Пиляки ≈ 5 мм. 2n = 28. Період цвітіння: травень — серпень.

## Середовище проживання
Зростає на півдні Європи (Португалія, Іспанія, Франція, Італія, країни Балканського півострова, Угорщина, Крим, пд.-євр. Росія), у північно-західній Африці (Марокко, Алжир), Західній Азії (Туреччина, Кіпр, Південний Кавказ, Ліван-Сирія, Палестина, Ірак, пн. Іран).
В Україні росте на відкритих сухих кам'янистих схилах, у розріджених листяних лісах і чагарниках — на ПБК, часто; у гірському Криму, рідше; одне місце знаходження в Степовому Криму.